# Federico Fellini
Federico Fellini   (Rímini, 20 de gener de 1920 - Roma, 31 d'octubre de 1993) fou un director de cinema i guionista italià. El govern italià, en reconeixement, li va concedir la seva màxima distinció de l'Ordine al Merito della Repubblica (Orde al mèrit de la República Italiana), el Cavaliere di Gran Croce OMRI. Fellini descriu la solitud de l'ésser humà davant del món exterior, i és conegut per un estil molt característic i original que barreja la fantasia i l'ús d'imatges barroques; és considerat un dels més influents i àmpliament venerats cineastes del segle xx. Guanyador de quatre premis Oscar pel seu treball com a cineasta, el 1993 va ser guardonat amb l'Oscar honorífic. Dues vegades guanyador del Festival Internacional de Cinema de Moscou (1963 i 1987), ha rebut també la Palma d'Or a Cannes el 1960 i el Lleó d'Or per la seva trajectòria artística al Festival de Cinema de Venècia el 1985.
Durant quatre dècades –des de Luci del varietà del 1950 a La voce della luna 1990–, Fellini "retrata", en dotzenes de pel·lícules, un petit grup de personatges memorables. Ell es va autodenominar "un artesà que no té res a dir, però que sap com dir-ho". Va deixar obres inoblidables, plenes de sàtira però amarades d'una subtil malenconia, caracteritzades per un estil oníric i visionari. Els títols de les seves pel·lícules més famoses –I vitelloni, La strada, Le notti di Cabiria, La dolce vita, 8½ i Amarcord– s'han convertit en tòpics esmentats en l'idioma original en tot el món.

## Biografia

### Primers anys
Va néixer a Rímini, una petita ciutat al costat del mar Adriàtic. El seu pare, Urbano (1894-1956), d'origen pagès de la Romanya, era un viatjant i venedor a l'engròs. El 1915, es va traslladar a Roma com a aprenent de forner a la fàbrica de pasta Pantanella on va conèixer Ida Barbiani (1896-1984), filla de comerciants romans molt catòlics. Davant la desaprovació de la seva família, van fugir amb Urbano el 1917, i van viure a casa dels pares d'Urbano a Gambettola, una ciutat situada a uns 20 quilòmetres a l'oest de Rimini; l'agost de 1918, es van casar en una cerimònia civil. La celebració religiosa la farien més tard, al gener del 1919. Després del naixement de Federico el 1920, van tenir dos fills més: Riccardo (1921-1991), un futur director de documentals de la RAI, i Maria Maddalena (1929-2002). Federico, durant molts anys, passaria les vacances a la casa dels seus avis a Gambettola.
El 1924, Fellini va començar a estudiar a l'escola primària de les germanes de Vincenzo, a Rimini, i dos anys més tard assistí a l'escola pública Carlo Tönnies. Era un bon estudiant, i passava el temps lliure dibuixant, fent espectacles de titelles i llegint Il Corriere dei Piccoli, la revista infantil popular que reprodueix dibuixos animats tradicionals americans d'autors com Windsor McCay, George McManus i Frederick Burr Opper. Inspirant-se en el famós personatge Little Nemo ('El petit Nemo') de McCay, havia construït un món de fantasia a la seva habitació, en el qual s'hi imaginava ambientades les històries que volia viure i veure al cinema. Als quatre peus del llit els havia posat els noms de les quatre sales de cinema de Rimini: des d'allà, abans d'anar a dormir, prenien forma les seves històries imaginatives. Little Nemo tingué una influència directa en la pel·lícula de Fellini La ciutat de les dones, mentre que Happy Hooligan d'Opper va ser la inspiració visual de Gelsomina a La strada. El 1926, va descobrir el món de Grand Guignol, el circ amb el pallasso Pierino, i el món del cinema. La primera pel·lícula que va veure, Maciste all'Inferno (1926) de Guido Brignon, el va marcar d'una manera vinculada a Dant i al cinema durant tota la seva carrera.
El 1929, el van inscriure al Ginnasio Giulio Cesare on es va fer amic de Titta 'Luigi' Benzi, més tard, un prominent advocat de Rimini i el model del jove Titta d'Amarcord (1973). A la Itàlia de Mussolini, Federico i el seu germà Riccardo es van convertir en membres del grup juvenil feixista Avanguardista, que era obligatori per als homes. Amb els seus pares, va visitar Roma per primera vegada el 1933, l'any del primer viatge de la SS Rex, el transatlàntic que li serví de referència per al vaixell que apareix a Amarcord. La criatura marina que troben a la platja al final de La Dolce Vita (1960) té la seva base en un peix gegant arribat a una platja de Rimini durant una tempesta el 1934.
Les experiències d'infantesa de Federico tindrien més tard una paper important en moltes de les seves pel·lícules, en particular, Els inútils (1953), Fellini 8 1/2 (1963) i Amarcord (1973). És enganyós, tanmateix, suposar que totes les seves pel·lícules contenen anècdotes autobiogràfiques i fantasies. Encara que Fellini incorporava a les pel·lícules molts fets viscuts en la seva infància i adolescència, com en Els inútils (1953), Fellini 8 1/2 (1963) i Amarcord (1973), va insistir que aquests records autobiogràfics eren invencions: "No és la memòria que domina les meves pel·lícules. Dir que les meves pel·lícules són autobiogràfiques és una simplificació massa fàcil, una classificació precipitada. A mi, em sembla que m'han inventat gairebé tot: la infància, el caràcter, nostàlgies, somnis, records, pel plaer de poder comptar amb ells." Els amics íntims, com els guionistes Tullio Pinelli i Bernardino Zapponi, el cinematògraf Giuseppe Rotunno i el dissenyador de conjunt Dante Ferretti han repetit com Fellini inventava els seus records simplement pel plaer de narrar-los en les seves pel·lícules. Fellini, des dels 16 anys, va mostrar una gran passió pel cinema; de fet, en el seu llibre Quattro film, explica que, entre 1936 i 1939, sortia de casa sense permís dels pares, i anava al cinema.
El 1937, a Rimini, Fellini va obrir Febo, un taller de retrats amb el pintor Donem Bonini. El seu article humorístic va aparèixer per primera vegada en "Postals als nostres lectors" una secció del Domenica del Corriere de Rimini. Decidit a fer carrera com a caricaturista i escriptor de gags, Fellini va viatjar a Florència el 1938, on va publicar la seva primera caricatura en el setmanari 420. A falta del seu examen de cultura militar, es va graduar a l'escola secundària el juliol del 1938 després de superar l'examen.
Fins i tot abans d'acabar l'escola, el 1938, Fellini prova algunes col·laboracions amb diaris i revistes. La Domenica del Corriere li publica alguns dibuixos en Cartoline dal pubblico, però la col·laboració més duradora és la que aconsegueix establir amb el setmanari politicosatíric publicat per Nerbini, Il 420, on publica nombrosos dibuixos humorístics, a finals del 1939. A principis d'aquell any es va traslladar a Roma, amb el pretext d'estudiar a la universitat, en realitat dur a terme el desig de dedicar-se al periodisme.

### Carrera professional

#### Els inicis
Fellini arriba a la capital, seguit de la seva mare, Ida, que té els seus parents a la ciutat, i els seus dos germans Riccardo i la petita Maddalena; s'allotja a Alba Longa, fora de la Porta San Giovanni (al barri Appio-Latino). Es matricula a la Facultat de Dret. Les primeres experiències del jove Fellini revelen que el seu objectiu professional no era tant arribar a ser advocat (no en va aprovar cap examen) sinó treballar com a periodista. Federico Fellini va fer el seu debut uns mesos després d'arribar a Roma, l'abril de 1939, en la principal revista satírica italiana, Marc'Aurelio, fundada el 1931 i dirigida per Vito De Bellis. Hi treballa com a caricaturista polític, creador de nombroses categories (entre les quals È permesso…?). Dibuixant i autor de les famoses "Storielle di Federico", es va convertir en una signatura puntera. El seu principal contacte en aquesta etapa és el dibuixant i caricaturista Enrico De Seta.
L'èxit en Marc'Aurelio es tradueix en bons guanys i inesperades ofertes de feina. Fellini coneix personatges en aquest moment ja notables. Comença a escriure guions i gags. Col·labora amb algunes pel·lícules d'Erminio Macario: Imputato, alzatevi! i Lo vedi come sei... lo vedi come sei? del 1939; Non me lo dire! i Il pirata sono io del 1940; escriu els acudits per a actuacions en viu d'Aldo Fabrizi.

#### Fellini i la ràdio
El 1941, se li va demanar col·laborar amb l'Ente Italiano Audizioni Radiofoniche (EIAR) com a escriptor radiofònic. Encara que menys coneguda que la seva obra cinematogràfica, l'activitat de Fellini a la ràdio és important perquè marca el seu debut en el món de l'espectacle, i el començament de la relació emocional i artística amb Giulietta Masina.
En aquells anys, Fellini va signar uns noranta guions, incloent-hi les presentacions dels programes de música, revistes de ràdio, fins a la famosa sèrie de 24 radioescenes Cico e pallina. Transmesa de manera intermitent al programa de varietats El Terziglio entre 1942 i 1943, la sèrie se centra en les aventures d'una parella jove senzilla i pura. El paper de Cico és el d'Angelo Zanobini, mentre que Pallina és interpretada per una jove actriu, Giulietta Masina, que Fellini coneix el 1942 i que esdevindrà la seva companya inseparable i intèrpret. Entre l'extensa producció de ràdio d'aquells anys, els diaris escrits per Ruggero Maccari (entre els quals, Vuoi sognare con me amb Pablo Poli, Riccardo Garrone, Gisela Sofio i Sandra Milo) i Una lettera d'amore (1942), centrat en una jove analfabeta que envia fulls en blanc al seu promès, i que suggereix la poesia dels personatges cinematogràfics de Gelsomina i Cabiria.
Al juliol del 1943, Giulietta presenta Federico als seus pares. Després del 8 de setembre del 1943, quan la proclama de Badoglio, Fellini, en lloc de respondre a la crida de la lleva, s'hi va casar el 30 d'octubre. En els primers mesos de matrimoni, vivien a casa de la tia de Giulietta, Giulia, de família benestant (els seus parents tenien una fàbrica de calçat a Milà, «Di Varese», i Giulia era vídua d'Eugenio Pasqualin, president del Liceo Tasso de la capital. Masina i Fellini aviat tenen un fill, Pier Federico, anomenat Federichino, nascut el 22 març del 1945 i mort només trenta dies després del naixement, el 24 d'abril.

#### Primeres experiències com a guionista
Sempre a començaments dels anys quaranta (1941-1942), Fellini coneix Tullio Pinelli, escriptor de teatre. Aviat neix una associació professional: Fellini elabora idees i plans, Pinelli els col·loca en una estructura textual. En aquells anys, Fellini i Pinelli signen com a guionistes els primers grans èxits d'Aldo Fabrizi, entre els quals Avanti c'è posto... i Campo de' fiori de Mario Bonnard. El 1944, en plena guerra mundial, Fellini mostra caricatures per a soldats aliats en un local d'una travessia de la via del Corso, via Margutta, juntament amb el periodista Guglielmo Guasta Veglia i els pintors Carlo Ludovico Bompiani i Fernando Della Rocca.
Avantguardista durant el feixisme, les seves primeres obres van ser per a l'Alleanza Cinematográfica Italiana (ACI), una companyia productora de Vittorio Mussolini, fill de Benito Mussolini, mitjançant el qual va conèixer Roberto Rossellini el 1945. Fellini va col·laborar en els guions de Roma, ciutat oberta i Paisà. En Paisà, Fellini fa d'assistent al plató. També sembla que, en absència de Rossellini, n'hauria rodat algunes escenes (sens dubte roda una seqüència ambientada en el Po). És el seu baptisme darrere de la càmera.
El 1944, després de la caiguda del feixisme en una Roma amb prou feines alliberada de les tropes armades, va obrir una botiga de retrats i caricatures, "The Funny Face Shop".
En els anys següents, Fellini signa nous guions. El 1948, un guió realitzat amb Pinelli es posa en escena: Il miracolo, un dels dos episodis de L'amore, una pel·lícula dirigida per Roberto Rossellini. Fellini fa també d'actor en l'episodi: interpreta un rodamón que coneix i sedueix una pastora ingènua (Anna Magnani).
Després dels guions de diverses pel·lícules de Pietro Germi: In nome della legge (escrita amb Pinelli, Monicelli, Germi i Giuseppe Mangione), Il cammino della speranza (amb Germi i Pinelli), La città si difende (amb Pinelli). Ancora, amb Alberto Lattuada, va escriure el guió d'Il delitto di Giovanni Episcopo, Senza pietà i Il mulino del Po.

#### Primera experiència de direcció:Luci del varietà
Després de col·laborar en els guions de diversos films de Roberto Rossellini –Roma, ciutat oberta (1945), Paisà (1946) o L'amore (1948)–, va debutar com a director al costat d'Alberto Lattuada amb Llums de varietats (1950) (Luci del varietà). A més de dirigir, els dos cineastes van provar-se a si mateixos com a productors en virtut d'un acord basat en una fórmula de societat cooperativa. El tema de la pel·lícula és un tema que es convertirà en una narrativa comuna de Fellini: el món de les varietés i la seva decadència. Al plató, es respira un aire alegre i relaxat, amb Lattuada, que dirigeix la feina, però amb Fellini sempre present i actiu.
Tot i rebre crítiques positives dels periodistes de cinema, no va aconseguir l'èxit comercial esperat, perquè assolí el lloc 65 entre les pel·lícules italianes durant la temporada 1950-51. El mal resultat financer de la pel·lícula deixa una forta marca en el patrimoni de Fellini i Lattuada i contribueix a refredar definitivament les relacions entre els dos.

#### El debut com a director:Lo sceicco bianco
| «                                                              | ... Es van embarcar tots en un vaixell que estava a una milla de distància en un mar immens. Em semblava llunyíssim, inabastable. Mentre una llanxa em portava a ells, la lluentor del sol em va confondre els ulls. No sols eren inabastables, no les veia. Em preguntava, "I ara què faig?"... No em recordava de la trama de la pel·lícula, no recordava res; volia tallar la corda i prou. Oblideu-vos. Però, llavors, de sobte, tots els dubtes es van esvair quan vaig posar el peu en l'escala de corda. Em vaig incorporar en la barcassa. Em vaig posar al mig de la tripulació. Jo tenia curiositat per veure com acabaria. | » |
| — Federico Fellini, el primer dia de rodatge de la pel·lícula. | |   |

Dos anys més tard de Le luci del varietà, Fellini arriba al seu debut absolut com a director en solitari amb Lo sceicco bianco (El xeic blanc, 1951), amb Michelangelo Antonioni, coautor del tema, Ennio Flaiano coautor del guió i una gran actuació d'Alberto Sordi, exemple de la capacitat de Fellini per a explotar els actors més estimats pel públic. És el moment crucial de la carrera de Fellini: el moment en què l'activitat de director pren el relleu de la de guionista. La gestió de la represa per part de Fellini té lloc en una revisió contínua del guió amb l'enriquiment de les situacions i la dilatació del temps. Aquesta forma d'operar donarà lloc a alguns conflictes amb el director de producció Enzo Provenzale.
Durant el rodatge d'aquesta comèdia satírica i burlesca, amb ecos de l'omnipresent neorealisme de l'època, Fellini va conèixer Nino Rota, el músic amb qui col·laboraria la resta de la seva carrera.
Amb aquesta pel·lícula, Fellini inaugura -gràcies a la col·laboració amb Ennio Flaiano- un nou estil, capritxós, humorístic, una mena de realisme màgic, oníric, que, no obstant això, no va ser immediatament apreciat. La recaptació va ser un complet fracàs, un cop dur per a l'estudi de Luigi Rovere.
Encara que hi ha algunes crítiques positives -Callisto Cosulich el defineix com "la primera pel·lícula anarquista italiana"-, la majoria de les crítiques no ho són: "una pel·lícula tan dolenta per l'aspror, per les deficiències narratives i per la construcció convencional, que genera legítims dubtes sobre si aquesta prova del Fellini director s'ha de considerar sense apel·lació".

#### Els inútils
| «                  | Passem la segona meitat de la vida intentant eliminar les fallades que l'educació havia fet en la primera. | » |
| — Federico Fellini | |   |

La dècada dels cinquanta es caracteritzen per canvis profunds en la societat i, en particular, en una Itàlia que s'està movent cap a la industrialització. Les pel·lícules de Fellini rodades en aquest període sorgeixen d'aquest context. Després de Luci del varietà, el director roda Els inútils, que narra la vida de província d'un grup d'amics a Rimini. Aquest cop, la pel·lícula té una acollida entusiàstica. Al Festival de Venècia, en què es va presentar el 26 agost del 1953, l'obra va guanyar el Lleó de Plata. La fama de Fellini s'estén a l'estranger per primera vegada, la pel·lícula és de fet un èxit de taquilla a Argentina i també va ser un èxit a França, Estats Units i Anglaterra.
És 1953 i el director de Rimini, amb poc més de trenta anys, fa ús d'episodis i records de l'adolescència, plens de personatges que romandran en la memòria. L'articulació de la trama de la pel·lícula en grans blocs episòdics, que prova aquí per primera vegada, serà un costum de moltes de les seves pel·lícules posteriors.
El període de preparació i processament de la pel·lícula es duu a terme sense problemes, tot i que el pressupost estimat per a la producció és molt baix. Encara que moltes parts del guió tenen un caràcter autobiogràfic, descrivint situacions i personatges de la seva infància, el director de Rimini prefereix allunyar-se de la realitat, inventant-se una ciutat fictícia barrejant memòria i fantasia, com farà dues dècades més tard amb el Rimini d'Amarcord.
En el mateix any, va ser la col·laboració de Fellini en el film d'episodis dissenyat per Cesare Zavattini, Riccardo Ghione, i Marco Ferreri, L'amore in città: l'episodi dirigit pel director de Rimini és Agenzia matrimoniale. Durant la realització d'aquest curtmetratge, Fellini compta amb la col·laboració de Gianni Di Venanzo com a director de fotografia, amb qui treballarà en 8½ i Giulietta dels esperits.

#### El gran èxit:La strada
El gran èxit internacional arriba a Fellini gràcies a la pel·lícula La strada, rodada el 1954. La idea de la pel·lícula es va gestar al voltant de 1952, quan Fellini estava lluitant amb el muntatge de Lo sceicco bianco. Per raons estretament relacionades amb la producció, es veu obligat a endarrerir el projecte i rodar primer I vitelloni i l'episodi Agenzia matrimoniale, però ja té clarament al cap la idea que el portarà a la realització de l'obra posterior.
El guió de La strada neix d'unes converses amb Tullio Pinelli sobre les aventures d'un cavaller errant per a centrar-se a continuació en l'ambient del circ i els gitanos. Pinelli recorda, referent a això: 
| «                | Cada any, des de Roma, anava a Torí amb cotxe per tornar a veure els paisatges, la família, els pares. Aleshores, no hi havia l'Autostrada del Sole; es passava a través de les muntanyes. I en un dels passos de muntanya vaig veure Gelsomina i Zampanó, que és un gran home que tirava del carro amb un tendó on tenia pintada una sirena i l'esquena era una dona petita que conduïa el tot. ....Així que quan vaig tornar a Roma, li vaig dir a Federico: "He tingut una idea per una pel·lícula". I ell va dir: "N'he tinguda una també." Per estrany que sembli, eren idees molt similars; havia pensat en les persones sense llar, però la seva es va centrar més en petits circs de l'època... Vam combinar les dues idees i vam fer una pel·lícula. | » |
| — Tullio Pinelli | |   |

La pel·lícula, plena de poesia, narra la tendra però turbulenta relació entre Gelsomina, interpretada per Giulietta Masina, i Zampanó, interpretat per Anthony Quinn, dos estrafolaris artistes de carrer que recorren la Itàlia de la immediata postguerra.
La composició del repartiment, amb l'afegit de Richard Basehart en el paper de Matto, va ser objecte de moltes discussions: en particular, els productors no estaven convençuts de la participació de Masina, però es van haver de rendir a la tossuderia de Fellini. Entre les audicions pels papers dels actors, es comptarà amb Alberto Sordi, però no es considera adequat per al paper. Aquest fet congelarà les relacions entre els dos artistes per molts anys.
La realització de la pel·lícula va ser llarga i difícil. El pressupost n'era molt limitat, i obligà Anthony Quinn, acostumat a les glòries de les produccions de Hollywood, a adaptar-se a una forma més "de fortuna". L'actor, però, va comprendre el gruix artístic de la pel·lícula i el 1990 va escriure una carta a Federico i Giulietta: "Per a mi, els dos segueixen sent el punt culminant de la meva vida". Entre les sorpreses i els accidents que retarden la realització de la pel·lícula, s'afegeix l'aparició dels primers símptomes de la depressió de Fellini, que el portarà a tenir un mal humor incontrolable.
L'estrena de La strada té lloc el 6 de setembre del 1954 a Venècia. Les primeres ressenyes de la pel·lícula es troben en un context de xoc cultural amb els partidaris del neorealista director Luchino Visconti, que és present en el mateix període.>. La pel·lícula té una rebuda molt diferent fora d'Itàlia i, el 1957, li arriba el primer Oscar a la millor pel·lícula de parla no anglesa, establert per primera vegada en aquella edició, per a La strada.
Molts crítics han tractat d'analitzar la pel·lícula per buscar els elements autobiogràfics de Fellini, identificant-lo amb Zampanó i veient la seva relació amb Gelsomina, una metàfora del matrimoni en l'època prefeminista. Una interpretació diferent la dona la mateixa Masina, que identifica el seu marit en els tres protagonistes: Gelsomina és el Federico de nen que contempla la natura i parla amb els nens; les aventures de Zampanó en representen algunes de les característiques més distintives, mentre que Matto és el Fellini director que declara que "sempre vol fer riure la gent".

#### Il bidoneiLe notti di Cabiria
Després de l'èxit de La strada, hi ha molts productors que competeixen per la pròxima pel·lícula del director; però, després de llegir el guió d'Il bidone, molts el van llençar a les escombraries. L'únic que està d'acord per produir-lo és Goffredo Lombardo de Titanus.
La idea per a aquest guió ve a Fellini de les històries d'un estafador en una taverna d'Ovindoli durant la realització de La strada. Després, discuteix amb els seus col·laboradors Pinelli i Flaiano, buscant un actor protagonista. Després de descartar molts noms, tria l'estatunidenc Broderick Crawford, que es va unir al seu compatriota Richard Basehart (el "Boig" de La 'Strada) Fabrizi Franco i Giulietta Masina.
Durant el procés, Fellini sembla impertorbable amb la pel·lícula, ja no sent la diversió d'I vitellini, o el gust del desafiament de La strada. El resultat final sembla modest per a la crítica i el públic. L'estrena és el 9 de setembre del 1955 a Venècia després d'haver estat obligats a treballar en un temps rècord en el muntatge. La freda rebuda en el Festival de Venècia portarà el director a decidir no enviar al Lido de Venècia cap més treball seu, fins que va presentar, fora de competició, Fellini Satyricon, el 1969. La recaptació d'Il bidone va ser decebedorament lenta i, fins i tot, la distribució a l'estranger no porta els resultats desitjats. Alguns dels més durs crítics parlen d'"una relliscada" o "no funciona, però no és menyspreable".
L'èxit, però, torna amb la seva següent pel·lícula, Le notti di Cabiria, que li suposa el segon Oscar. Un cop més, protagonitzada per Giulietta Masina, encara molt present en la primera pel·lícula del director de Rimini. La pel·lícula conclou la trilogia ambientada en el món dels pobres i marginats.

#### La col·laboració amb Angelo Rizzoli, els anys deLa dolce vita
Als anys seixanta, la vena creativa de Fellini s'expressa amb totes les seves energies, revolucionant els cànons estètics del cinema.
La dolce vita és definida com un film «picassià» ("comporre una statua per romperla a martellate" - "fer una estàtua per trencar-la a cops de martell", va dir), la pel·lícula -que va abandonar els patrons narratius tradicionals- va causar controvèrsia perquè, a més d'il·lustrar situacions molt eròtiques, descrivia amb cert aire de decadència moral nerviosa que xocava amb el benestar econòmic aconseguit per la societat italiana.
El productor original de La dolça vida va ser Dino De Laurentiis, que havia anticipat 70 milions de lires. Entre el productor i Fellini va haver-hi una ruptura i el director va haver de buscar un altre productor que també tornés la bestreta de De Laurentiis. Després de les negociacions amb diversos productors, el duo Angelo Rizzoli i Giuseppe Amato es va convertir en el nou productor de la pel·lícula.
La relació entre Fellini i Rizzoli és tranquil·la i la trobada entre els dos, cordial.
El pressupost es trenca, però només una mica: Kezich informa que, segons dades oficials, la pel·lícula no va costar més de 540 milions, una xifra que no era massa excessiva, com la de La dolce vita.
Protagonista de la pel·lícula, juntament amb Marcello Mastroianni, la sueca Anita Ekberg, que seguiria estant -amb l'escena del bany a la Fontana di Trevi- en la memòria col·lectiva: Ekberg serà encara amb Fellini el 1962 en un episodi de Boccaccio '70, Le tentazioni del dottor Antonio, juntament amb un hilarant Peppino de Filippo. La pel·lícula va ser premiada amb la Palma d'Or al Festival de Cannes.

#### La consagració:8½
| «                                              | Em sento un ferroviari que ha venut els bitllets, i els passatgers van posant les maletes al maleter, però on són els rails? | » |
| — Federico Fellini, durant la preparació de 8½ | |   |

L'actriu Giulietta Masina, amb qui Fellini s'havia casat el 1943, es va convertir en la seva musa absoluta i en un personatge físic i sobretot emocional que va fascinar el públic de mig món amb títols daurats del cinema italià com Ànimes sense consciència, Les nits de la Cabiria, La strada, Giulietta dels esperits o Ginger i Fred. Un altre actor que apareix constantment en els seus films és Marcello Mastroianni, que estudiava art de l'actuació en la mateixa escola que Massina, i que va ser gran amic del director. De fet, Mastroianni apareix en algunes de les seves pel·lícules més importants, sempre interpretant el paper principal (entre aquestes, La Dolce Vita i Fellini 8 1/2). Fellini va treballar també amb actors com Anita Ekberg, a qui va llançar a la fama, Sandra Milo, els ja citats Sordi i Fabrizi, Anouk Aimée, Claudia Cardinale, Richard Basehart, Sylva Koscina, Freddie Jones o Roberto Benigni.
Els guionistes amb qui sempre va treballar (Bernardo Zapponni, per exemple) van aconseguir trobar la manera d'unir diàlegs i estructures a la plasticitat, expressivitat i enorme personalitat cinematogràfica de Fellini (present en la narrativa, enquadraments, temàtiques sobre l'oníric, el patetisme, la crueltat, la felicitat, la desolació, allò diferent, l'extravagant, la provocació, l'humor, la faràndula, el Mediterrani...), i tot això arriba a desbordar rabiosament la gran majoria de les seves pel·lícules.
Hi ha tres moments en la filmografia d'aquest director: 
- Els seus inicis, en constant coqueteig amb el corrent neorealista predominant en el cinema italià dels 40 i 50, i en nom de trobar un estil propi que el definís com a creador (d'El xeic blanc a Ànimes sense consciència, passant per la formidable Els inútils (I vitelloni, 1953).
- El reconeixement internacional i la conquesta de les taquilles de tot el món, Oscars inclosos (La strada, Les nits de la Cabiria, La dolce vita, Julietta dels esperits, Satiricó, Casanova i Amarcord).
- L'època de maduresa, marcada pel seu distanciament de la crítica i per la seva pèrdua de rendibilitat massiva de cara al mercat, coincidint amb dos esdeveniments clau: el final de la supremacia dels grans estudis nord-americans i europeus, i el relleu generacional tan rupturista com radical que es produeix en els primers anys 70 en mig món, que s'uneix ara a l'apogeu de la TV com a motor del lleure diari de la gran majoria del públic, acompanyada de la fabricació d'un nou invent que canvia el concepte de la indústria del cinema predominant fins llavors: el vídeo domèstic.

També ara, la superació del cinema d'estructura clàssica perjudica la carrera del cineasta, ja que, paradoxalment, és ara quan el mestre italià es torna -almenys aparentment- més convencional en les seves propostes i, no ens enganyem, el seu cinema passa de moda en nom dels nous corrents del cinema del vell continent (el thriller de Jean Pierre Melville, el classicisme filosòfic de François Truffaut, el compromís polític de Pier Paolo Pasolini, les innovacions estètiques i formals de Bernardo Bertolucci, el lirisme poètic i metafísic d'Andrei Tarkovski, i l'apogeu dels nous i joves creadors (Rainer Werner Fassbinder, Wim Wenders, Carlos Saura, Ken Russell, Vilgot Sjöman, Hristo Popov).

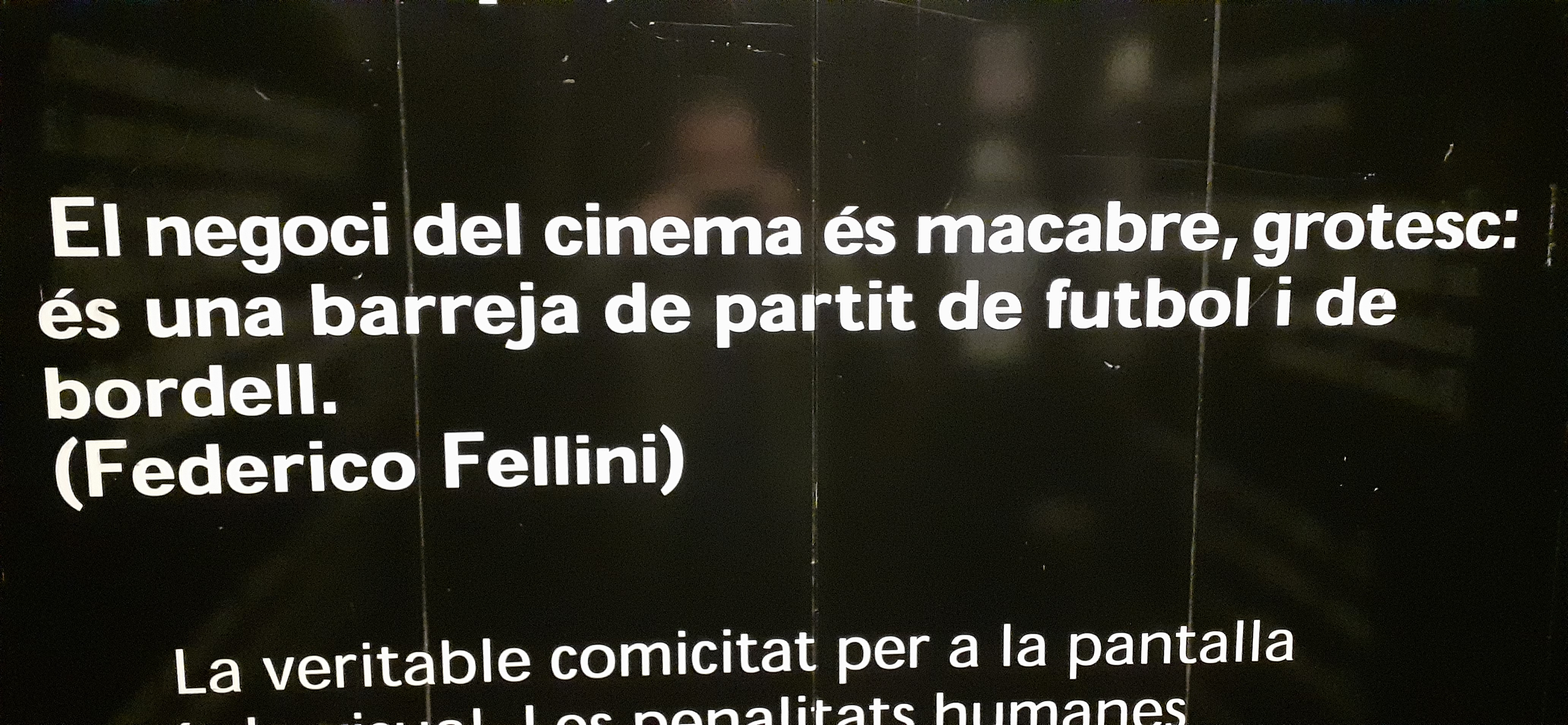

Tanmateix, és, en aquest moment, quan Fellini es bolca a fer obres més petites i personals, amb menor pressupost però d'encomiable envergadura artística, ja que aquesta crisi professional no resta vàlua als projectes que va rodant i estrenant i, certament, qualsevol cinèfil recorda vivament I clown (1970); Roma (1972); Assaig d'orquestra (1979) o E la nave va (1983).

## Filmografia

### Director
- Luci del varietà (1950), codirigida amb Alberto Lattuada. Es tracta d'una comèdia sensible i vital sobre la faràndula. Amb Giulietta Masina i Peppino de Filippo.
- Lo sceicco bianco (1952), va ser el seu debut oficial i hi apareix Giulietta Masina en un petit paper al costat d'Alberto Sordi. S'hi perceben algunes característiques després recognoscibles en el director: el tractament de la gran urbs de Roma com a espectacle en si mateix, la contenció expressiva dels actors, etc.
- Els inútils (I vitelloni) (1953), segona comèdia de Fellini, aquesta vegada amb Sordi i Franco Fabrizi, convertida avui dia en tot un clàssic del cinema italià. Ferotge sàtira contra l'amoralitat de la vida social de la Itàlia de llavors; s'interna en el patetisme i l'acidesa que més caracteritzaran la posterior filmografia del director.
- L'amore in città (1953) -episodi: Una agenzia matrimoniale. En aquest excel·lent film d'episodis que fluctuen entre el drama i la comèdia, va compartir direcció amb Rossellini, i va comptar amb Ugo Tognazzi i Antonio Cifariello, entre altres actors.
- La strada (1954). Primera obra mestra del realitzador. Anthony Quinn, Giulietta Masina i Richard Basehart van quedar immortalitzats en aquesta malenconiosa i trista història ambientada en el món circense, que va enamorar el públic en la seva estrena. Poètica.
- La trampa (1955). Sense ser un drama negre plenament neorealista, sí que inclou seqüències pròpies d'aquest corrent. En el film, Richard Basehart i Giulietta Masina sobresurten al costat de Franco Fabrizi de la resta del repartiment, i la mestria amb què Fellini va abordant cada pel·lícula es fa palpable per a la crítica i el públic.
- Le notti di Cabiria (1957). Segon gran èxit del seu director després de "La strada", i segona obra capital de la seva carrera. La història d'una prostituta i els seus anhels està servida amb una realització i una posada en escena que voregen la perfecció tècnica, a més a més d'un guió magníficament traçat, que fan d'aquest un dels títols més sense parió del genial Fellini. François Perier i Massina brillen en un film únic. Com a curiositat, cal assenyalar que un altre gran director de cinema amb un univers propi (Bob Fosse) va rodar un remake a Hollywood d'aquest film en clau musical de considerable èxit (Nits a la ciutat, 1968) amb Shirley MacLaine, John McMartin i Ricardo Montalbán.
- La Dolce Vita (1960). La pel·lícula per excel·lència del seu director, de cara al gran públic, i un dels títols més famosos del cinema europeu dels 60. Mastroianni, com a mestre de cerimònies de l'alta societat romana, en la seva tasca de cronista de societat, i la dissecció que fa Fellini de tota una època, a part de la conegudíssima escena d'Anita Ekberg a la Fontana di Trevi han fet que la cinta adquireixi la categoria de mítica. També, en el repartiment, convenç la sempre desaprofitada Yvonne Furneaux.
- Boccaccio '70 (1962) -episodi: Le tentazioni del dottor Antonio. En aquesta pel·lícula de quatre episodis, homenatjant les històries de Giovanni Boccaccio, va treballar amb uns altres dos impecables cineastes del cinema italià: Vittorio de Sica i Mario Monnicelli, i va tornar a dirigir la seva estimada Anita Ekberg en la seva primera proposta rodada en color.
- Fellini 8 1/2 (1963). Per a molts, el seu millor film. Les vicissituds del rodatge d'una pel·lícula i la desintegració personal del director (magistralment interpretat per Mastroianni) van servir a Fellini per a saldar comptes amb si mateix i amb la indústria, i per a establir les bases definitives del seu estil, que ja no abandonarà cap de les seves pel·lícules posteriors. Recentment, ha estat elegida com una de les 10 millors pel·lícules italianes de tots els temps -al costat de, per exemple, la cèlebre Cabiria del 1914 dirigida per Giovanni Pastrone-.
- Giulietta degli spiriti (1965). Va sorprendre la crítica de llavors per l'ús del color com a element expressiu i simbòlic -que després també van usar Ingmar Bergman en La passió d'Anna (1969) o Fassbinder en Brehmer Frerit (1974). La pel·lícula conté una de les millors interpretacions de Giulietta Masina -si no la millor-, en un paper escrit expressament per a ella, que l'actriu aconsegueix dotar d'una amalgama de matisos molt més rica que, fins i tot, el molt fellinià i etern personatge de dona fràgil i desemparada davant un món bigarrat, dins d'un guió senzillament meravellós, que va retre als peus del realitzador els crítics de mig món. En aquesta cinta, de menor acollida comercial que les seves antecessores, comença a introduir-se un cripticisme moderat que es farà totalment patent en el barroquisme del seu Casanova (1976).
- Tre passi nel deliri (1968) -episodi: Toby Dammit. Louis Malle i Roger Vadim van dirigir els altres dos episodis d'aquest film (Històries extraordinàries) basat en relats d'Edgar Allan Poe.
- Block-notes di un regista (1969), per a la televisió.
- Satiricó (1969), va ser segurament el seu major triomf a nivell personal al costat d'Amarcord i de la seva versió de Casanova. Tots els egos, genialitats, obsessions, filosofies i altres qualitats del director són presents en aquesta obra, que segueix la cèlebre obra homònima de Petroni. Metallenguatges i intertextualitat, ara tan de moda en literatura i ciències socials, es donen la mà en un film barroc, visualment esplèndid i molt agradable de veure per a tot admirador d'una vertadera obra d'art.
- I clowns (1970). Cinta petita, sensible i commovedora que, sense aportar excessives novetats a la carrera de Fellini, trasllueix l'amor del cineasta pel món circense i pel que representa per a ell.
- Roma (1972). Excessiva, prolixa, repetitiva, i tanmateix un nou i lúcid exercici de representació simbòlica, en aquest cas en homenatge a una ciutat i la seva gent, una manera d'entendre la vida, etc. Sociològicament interessant, antropologia cultural inclosa, la pel·lícula desborda el seu argument.
- Amarcord (1973). Probablement l'últim film de Fellini de rellevància internacional; Oscar a la millor pel·lícula estrangera inclòs. El món de la seva infantesa, la família, la classe obrera, la misèria i la mentalitat de la "Itàlia profunda" (en el bon sentit) es conjuguen excepcionalment en una dissertació viva, alegre i colorista, de molt sentit de l'humor (l'humor fellinià) i el delit narratiu del qual feia gala.
- Casanova (1976). Amb Donald Sutherland. Una de les fites en la carrera del realitzador. Ambiciosa i arriscada; malgrat contenir tot l'univers del seu creador, adapta de manera lliure les cèlebres memòries del conquistador italià Giacomo Casanova. Malgrat que el seu èxit en taquilla no va ser gaire, la cinta desborda cinema i saviesa pels quatre costats; té un considerable malbaratament de fantasia i potser il·lustra millor que cap altra les obsessions del gran cineasta sobre la vida i la mort. Imprescindible.
- Prova d'orchestra (1979). Poc conegut però excel·lent film agredolç, que anticipa la infinita nostàlgia-malenconia-filosofia vital que emmarca Ginger i Fred.
- La città delle donne (1980). Va resultar ser la seva última col·laboració amb Marcello Mastroianni com a protagonista absolut, i roman com un dels millors treballs del cineasta. S'ha escrit molt sobre la figura femenina en el cinema d'aquest director, i no sempre s'ha entès la relació d'amor-admiració-misogínia-crueltat tan intensa del gran Federico amb aquesta. Inoblidables interpretacions (Mastroianni, Anna Prucnal, Ettore Manni).
- E la nave va (1983). Òpera, cinema d'època, tocs de surrealisme simbòlic i avantguarda visual s'entremesclen en la penúltima pel·lícula del realitzador que van gaudir els espectadors de cinema. Potser no sigui la millor pel·lícula del director, però revisant-la avui en dia, un percep la serenitat amb què Fellini va conviure durant els seus últims anys de vida.
- Ginger e Fred (1986). Obra mestra i punt. Ginger Rogers va demandar Fellini pel títol de la cinta, referència òbvia. Gran actuació de Massina i Mastroianni.
- Intervista (1987). Film documental en què es parla de Fellini i les seves pel·lícules per gent que va treballar amb ell. Té alguna cosa, però no és cap joia del cinema documental.
- La voce della luna (1990). Amb Roberto Benigni i Paolo Villaggio. Inèdita en els cinemes espanyols i de mig Europa; però no en TV, en què es va passar per Canal +.

### Guionista
- Lo vedi come sei... Lo vedi come sei? de Mario Mattoli (1939)
- Imputato alzatevi! de Mario Mattoli (1939)
- Il pirata sono io! de Mario Mattoli(1940)
- I cavalieri del deserto de Gino Talamo i Osvaldo Valenti(1940)
- Avanti, c'è posto de Mario Bonnard (1942)
- Quarta pagina de Nicola Manzari (1942)
- Campo de' fiori de Mario Bonnard (1943)
- Apparizione de Jean de Limur (1943)
- L'ultima carrozzella de Mario Mattoli (1943)
- Tutta la città canta de Riccardo Freda (1945)
- Roma, ciutat oberta (Roma, città aperta) de Roberto Rossellini (1945)
- Chi l'ha visto? de Goffredo Alessandrini (1945)
- Paisà de Roberto Rossellini (1946)
- Il passatore de Duilio Coletti (1947)
- Il delitto di Giovanni Episcopo de Alberto Lattuada(1947)
- Senza pietà d'Alberto Lattuada (1948)
- Il mulino del Po d'Alberto Lattuada (1948)
- L'Amore de Roberto Rossellini (1948)
- In nome della legge de Pietro Germi (1949)
- Il cammino della speranza de Pietro Germi (1950)
- Luci del varietà (1950)
- Francesco, giullare Di Dio de Roberto Rossellini (1950)
- La città si difende de Pietro Germi (1951)
- Cameriera bella presenza offresi... de Giorgio Pastina (1951)
- Il brigante di tacca del Lupo de Pietro Germi (1952)
- Lo sceicco bianco (1951)
- Europa '51 de Roberto Rossellini (1942)
- Els inútils (I vitelloni) (1953)
- L'amore in città (1953) - episodi Un'agenzia matrimoniale
- La strada (1954)
- La trampa (Il bidone) (1955)
- Les nits de la Cabiria (Le notti di Cabiria) (1957)
- Fortunella de Eduardo de Filippo (1958)
- La dolce vita (1960)
- Boccaccio '70 (1962) - episodi Le tentazioni del dottor Antonio
- Fellini 8 1/2 (1963)
- Giulietta degli spiriti (1965)
- Tre passi nel deliri (1968) - episodi Toby Dammit
- Block-notis di un regista (1969) - TV
- Sweet Charity de Bob Fosse(1969)
- Satyricon (1969)
- I clowns (1971)
- Roma (1972)
- Amarcord (1973)
- Casanova (1976)
- Prova d'orchestra (1978)
- La città delle donne (1980)
- E la nave va (1983)
- Ginger e Fred (1986)
- Entrevista (Intervista (1987)
- La voce della lluna (1990)

## Premis

### Oscar
| Any  | Categoria                                                                 | Pel·lícula             | Resultat        |
| ---- | ------------------------------------------------------------------------- | ---------------------- | --------------- |
| 1993 | Premi Honorífic                                                           | Premi Honorífic        | Premi Honorífic |
| 1977 | Millor guió adaptat amb Bernardino Zapponi                                | Casanova               | Candidat        |
| 1976 | Millor director                                                           | Amarcord               | Candidat        |
| 1976 | Millor guió original amb Tonino Guerra                                    | Amarcord               | Candidat        |
| 1975 | Millor pel·lícula de parla no anglesa                                     | Amarcord               | Guanyadora      |
| 1971 | Millor guió original                                                      | Satiricó               | Candidat        |
| 1964 | Millor director                                                           | Fellini 8 1/2          | Candidat        |
| 1964 | Millor guió original amb E. Flaiano, T. Pinelli i B. Rondi                | Fellini 8 1/2          | Candidat        |
| 1964 | Millor pel·lícula de parla no anglesa                                     | Fellini 8 1/2          | Guanyadora      |
| 1962 | Millor director                                                           | La dolce vita          | Candidat        |
| 1962 | Millor guió original amb E. Flaiano, T. Pinelli i B. Rondi                | La dolce vita          | Candidat        |
| 1958 | Millor guió original amb E. Flaiano i T. Pinelli                          | Els inútils            | Candidat        |
| 1958 | Millor pel·lícula de parla no anglesa                                     | Les nits de la Cabiria | Guanyadora      |
| 1957 | Millor guió original amb T. Pinelli                                       | La strada              | Candidat        |
| 1957 | Millor pel·lícula de parla no anglesa                                     | La strada              | Guanyadora      |
| 1950 | Millor guió original amb A. Hayes, S. Amidei, M. Pagliero i R. Rossellini | Paisà                  | Candidat        |
| 1947 | Millor guió original amb Sergio Amidei                                    | Roma, ciutat oberta    | Candidat        |

tot i haver guanyat la categoria de Millor pel·lícula de parla no anglesa en quatre ocasions, Federico Fellini no ha guanyat mai l'Oscar a nivell individual i de forma competitiva.

### Festival de Canes
| Any  | Categoria                | Pel·lícula             | Resultat   |
| ---- | ------------------------ | ---------------------- | ---------- |
| 1987 | Premi del 40è Aniversari | Intervista             | Guanyadora |
| 1972 | Gran Premi Tècnic        | Roma                   | Guanyadora |
| 1960 | Palma d'Or               | La dolce vita          | Guanyadora |
| 1957 | Palma d'Or               | Les nits de la Cabiria | Candidata  |

### Festival de Venècia
| Any  | Categoria              | Pel·lícula             | Resultat               |
| ---- | ---------------------- | ---------------------- | ---------------------- |
| 1985 | Lleó d'Or a la carrera | Lleó d'Or a la carrera | Lleó d'Or a la carrera |
| 1955 | Lleó d'Or              | Il bidone              | Candidata              |
| 1954 | Lleó de Plata          | La strada              | Guanyadora             |
| 1953 | Lleó de Plata          | Els inútils            | Guanyadora             |

### Premi Sant Jordi de cinematografia
| Any  | Categoria                    | Pel·lícula              | Resultat   |
| ---- | ---------------------------- | ----------------------- | ---------- |
| 1986 | Millor pel·lícula estrangera | E la nave va            | Guanyadora |
| 1967 | Millor pel·lícula estrangera | Giulietta degli spiriti | Guanyadora |
| 1959 | Millor pel·lícula estrangera | Les nits de la Cabiria  | Guanyadora |
| 1959 | Millor director estranger    | Les nits de la Cabiria  | Guanyador  |